# Eretmocerus corni
Eretmocerus corni är en stekelart som beskrevs av Samuel Stehman Haldeman 1850. Eretmocerus corni ingår i släktet Eretmocerus och familjen växtlussteklar.
Artens utbredningsområde är:
- Egypten.
- Grekland.
- Italien.
- Pakistan.
- Paraguay.

Inga underarter finns listade i Catalogue of Life.